# Hal Turner
Harold Charles "Hal" Turner é um radialista e blogueiro americano, que possui ideais favoráveis à supremacia branca e ao antissemitismo.
Em junho de 2009 Turner foi detido por ameaçar juízes americanos de Chicago, Illinois em seu programa transmitido pela Internet de sua casa e também em seu blog. Hal Tuner também ficou conhecido por espalhar pela Internet um vídeo onde informava que o governo americano estaria criando secretamente uma nova moeda: o amero, recomenda também que a população aplique seus dólares em ouro ou prata, ou deposite em bancos estrangeiros.

## Trabalho para o FBI
Segundo algumas fontes Hal trabalha a vários anos para o FBI, com o objetivo de incentivar ideais de ódio na população e esteve no Brasil como isca para identificar articulações contrárias ao governo americano presentes no país, segundo a reportagem, Turner foi para Curitiba em 2005 e se supostamente se apresentou como líder da National Alliance, um dos maiores grupos supremacistas brancos dos EUA.
A reportagem informa que documentos do governo norte-americano confirmam que Turner se encontrou com o presidente da Sociedade Árabe Brasileira, Mouthi Ibrahim, sírio naturalizado brasileiro, com quem discutiu um plano para mandar US$ 10 milhões em ajuda para integrantes da resistência iraquiana anti-EUA. 
Em 2006 e 2007, suas transmissões foram permanentemente prejudicadas pelo famosos hackers conhecidos como Anonymous.